# Provincia di Sebastián Pagador
La provincia di Sebastián Pagador è una delle 16 province del dipartimento di Oruro nella Bolivia occidentale. Il capoluogo è la città di Santiago de Huari.
Al censimento del 2001 possedeva una popolazione di 10.221 abitanti.

## Geografia antropica

### Suddivisioni amministrative
La provincia è formata dal comune di Santiago de Huari